# Geografia di Niue

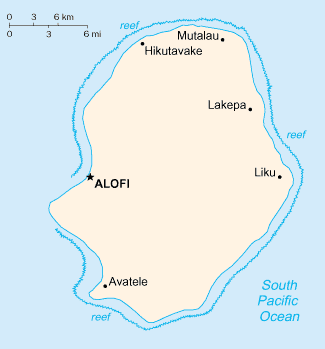
Niue

Niue è un'isola di 259 km² localizzata nel sud dell'Oceano Pacifico, ad est di Tonga.
Le coordinate geografiche di Niue sono 19°03′42.61″S 169°51′46.99″W.

## Morfologia
Niue è una delle più grandi makatea (isole coralline sollevate) del mondo.
Il suo territorio è costituito da ripide scogliere di calcare lungo la costa e da un altipiano centrale posto a 60 metri sul livello del mare. Il punto più alto si raggiunge a 68 m sul livello del mare, in un luogo senza nome, vicino al villaggio di Mutalau. Una barriera corallina corre tutto attorno all'isola, con una sola interruzione di un certo rilievo al centro della costa ovest, nei pressi della capitale, Alofi. Una caratteristica dell'isola è data dal gran numero di cave di calcare poste in prossimità della costa.
L'isola ha una forma grossolanamente ovale (un diametro di circa 18 km) con due larghe baie che solcano la costa ovest (la baia di Alofi nel centro, e la baia di Avatele nel sud). Tra queste c'è il promontorio di Halagigie Point. Una piccola penisola, Tepa Point (o Blowhole Point) è situato vicino all'insediamento di Avatele nel sud-ovest. La costa è lunga in totale 64 km.

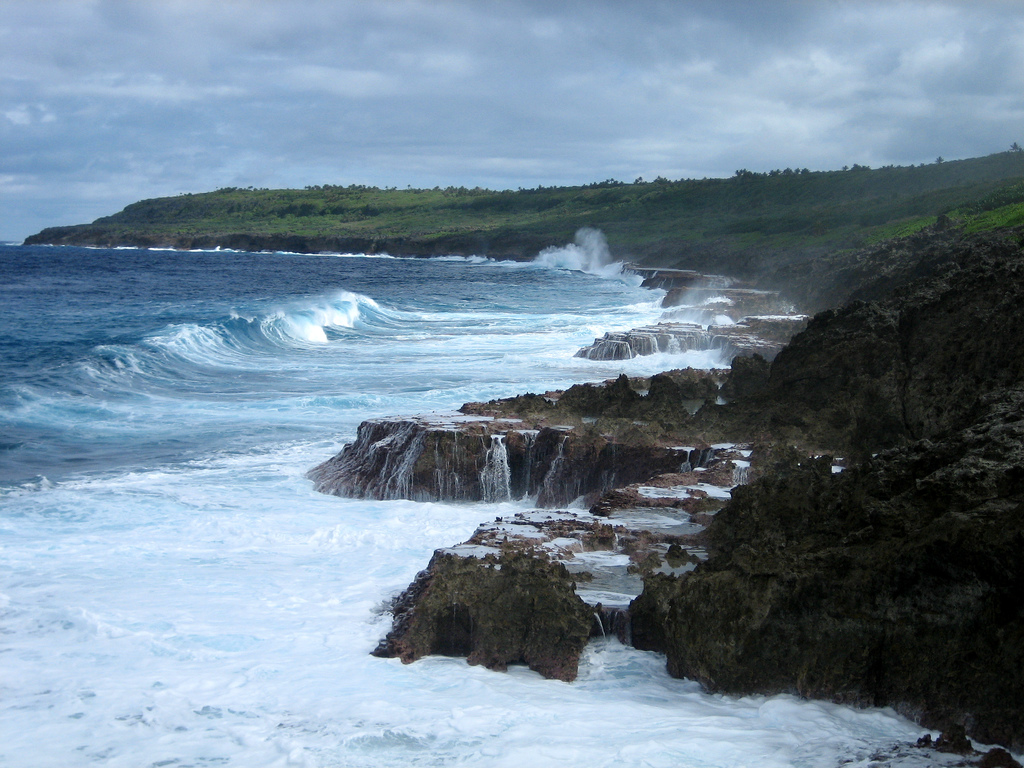
Costa di Niue

Ci sono tre barriere coralline all'interno delle acque territoriali, che non danno contributi alla superficie del Paese:
1. Beveridge Reef, a 20°00'S, 167°48'O, 240 km sud-est, atollo sommerso che emerge durante la bassa marea, 9.5 km nord-sud, 7.5 km est-ovest, area totale 56 km² di laguna profonda 11 metri.
2. Antiope Reef, a 18°15'S, 168°24'O, 180 km a sud-est, è di forma circolare, approssimativamente di 400 metri di diametro, con almeno una profondità di 9,5 metri.
3. Haran Reef, a 21°33'S, 168°55'O, riportata una furiosa rottura.
4. Albert Meyer Reef, a 20°53'S, 172°19'O, circa 5 km lungo ed ampio, almeno fondo 3 metri, non ufficialmente reclamato da Niue.
5. Haymet Rocks, a 26°S, 160°W, 1273 km ESE, di esistenza dubbia.

## Idrografia
L'isola non presenta corsi d'acqua ma la morfologia accidentata, che crea numerose grotte, burroni e gole, permette la formazione di piccoli laghi alluvionali in occasione di forti piogge, e la creazione di piccoli ruscelli che si riversano in mare dall'alto della scogliera.

## Mappe

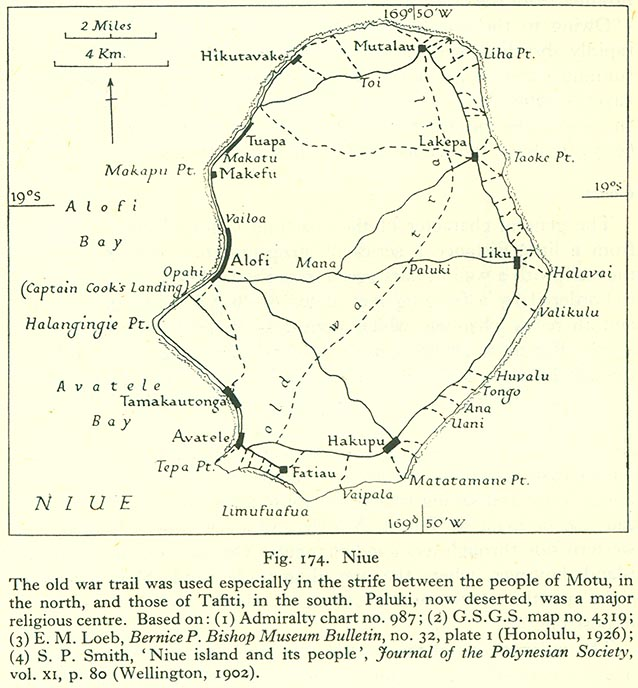
Mappa Storica (1943) di Niue
Mappa Amministrativa di Niue
Mappa Topografica di Niue
Mappa Ecologica di Niue

- Mappa Storica (1903) di Niue[1]
- Mappa delle Acque territoriali di Niue[2]
- Mappa Topografica di Niue[3]
- Mappa Geologica di Niue[4]
- Mappe Batimetriche di Niue[5][6]
- Mappe Batimetriche di Niue e dei suoi atolli-reef[7][8]
- Mappa Batimetrica di Alofi, Capitale di Niue[9]
- Mappa Turistica di Alofi, Capitale di Niue[10]
- Mappa Turistica di Alofi, Capitale di Niue e dell'isola[11]
- Mappe dell'Atollo di Beveridge Reef[12][13]